# Arne Nygård

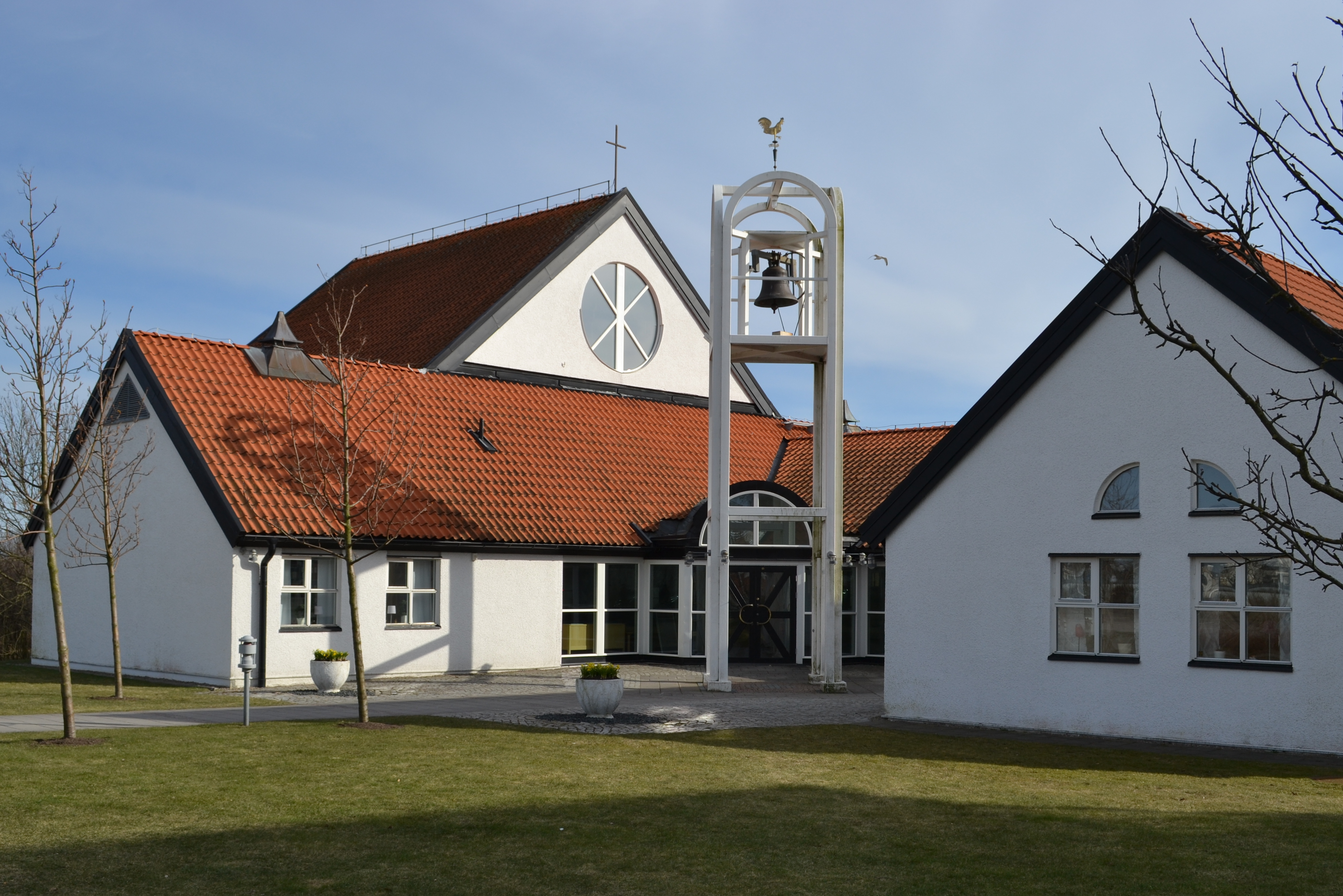
Apelvikshöjds kyrka.

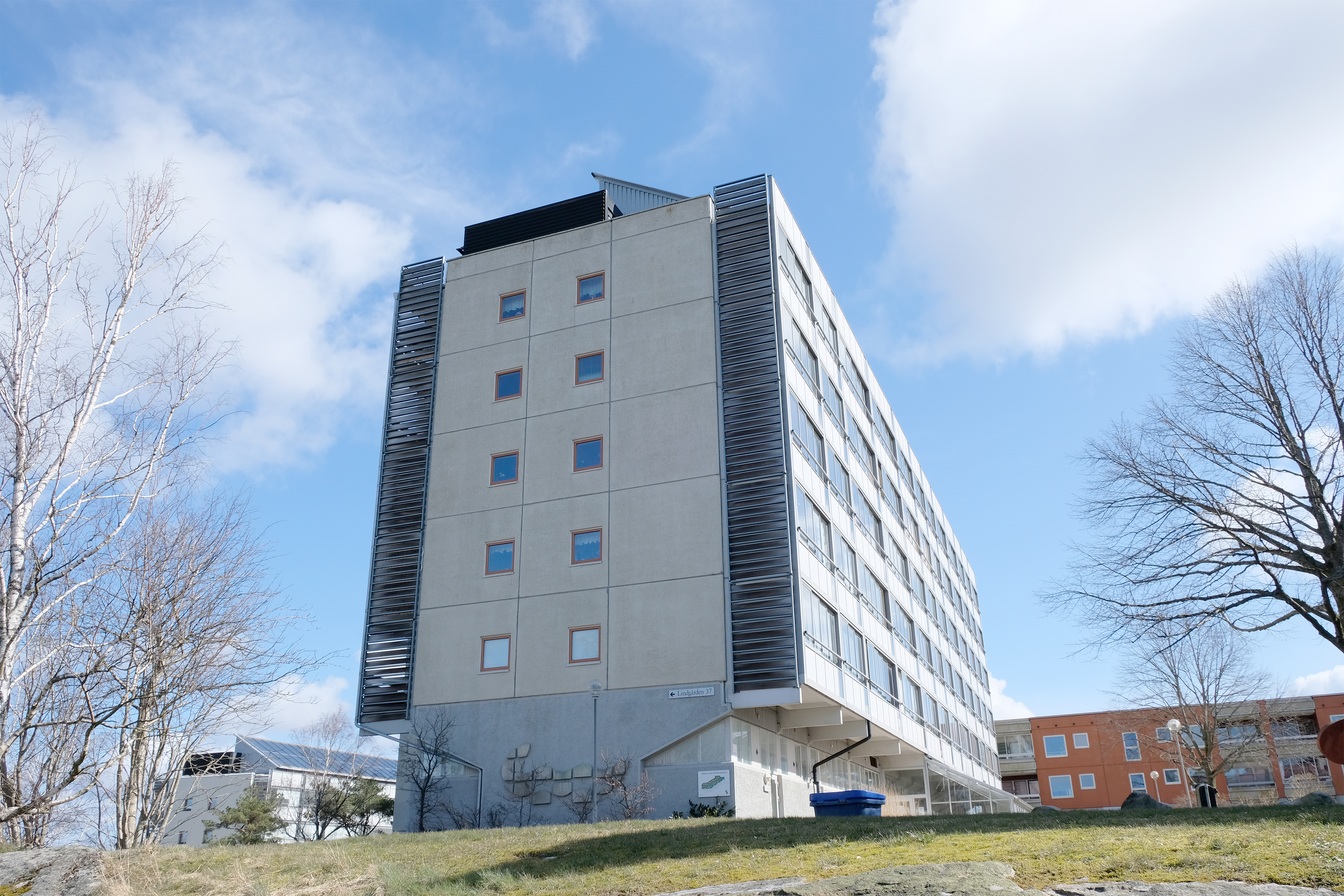
Bostadshus i Västra Gårdsten

Arne Ernest Nygård, född 20 oktober 1925 i Tidaholm, död 10 oktober 2014, var en svensk arkitekt. 
Nygård, som var son till språklärare Frans Nygård och Selma Kuittinen, utexaminerades från Chalmers tekniska högskola 1951. Han anställdes hos arkitekterna Sven Brolid och Jan Wallinder i Göteborg samma år och var innehavare av en egen arkitektfirma där från 1953 (tillsammans med Poul Hultberg till 1961 och med Gösta Lindberg som anställd 1962–1964).
Nygård ritade bostadsområden, bland annat i Gårdsten, butikscentra, skolor, sjukvårdscentral i Göteborg samt idrottshus och badhus i Kalmar. Han ritade även Dalabergskyrkan i Uddevalla (1981), Kullavikskyrkan i Kungsbacka (1983) och Apelvikshöjds kyrka i Varberg (tillsammans med Kjell Malmquist, 1989).